# Mauro Ricardo Costa
Mauro Ricardo Costa (Niterói, Rio de Janeiro, 1962). Formou-se em Administração de Empresas, com pós-graduação em Administração Pública pela Fundação Getúlio Vargas. É atualmente o Secretário  de Projetos, Orçamento e Gestão do Governo do Estado de São Paulo.
Mauro Ricardo é funcionário público aposentado de carreira do Governo Federal, no cargo efetivo de Auditor-Fiscal da Receita Federal. No início da década de 1990, começou a exercer sua carreira fora do Ministério da Fazenda. Saiu da Coordenação-Geral de Programação e Logística da Receita Federal em 1993 para ser Secretário de Administração Geral do extinto Ministério do Bem-Estar Social, no governo Itamar Franco. Em 1995, a convite do então Ministro José Serra, assumiu a Subsecretaria de Planejamento e Orçamento, no Ministério de Planejamento e Orçamento.
Em abril de 1996, assumiu o comando da Superintendência da Zona Franca de Manaus (Suframa). Implantou programas para reduzir a interferência política na autarquia e condicionar a aprovação de projetos de concessão de incentivos fiscais a metas de industrialização local e de exportação.
Em 1999, Mauro Ricardo saiu da Superintendência para assumir a presidência da Fundação Nacional de Saúde (Funasa). Permaneceu em Brasília até o final de 2002, quando o então governador de Minas Gerais, Aécio Neves (PSDB), o convidou para assumir a presidência da Companhia de Saneamento de Minas Gerais (Copasa).

## São Paulo, Salvador e Paraná
Mauro Ricardo chegou a São Paulo em 2005, como Secretário Municipal de Finanças na gestão do prefeito José Serra. Lá ele implantou um excelente programa de ajuste fiscal, com um rigoroso controle das despesas e ampliação de receitas. Foi um dos responsáveis pela implantação pioneira  da Nota Fiscal Eletrônica de serviços no Brasil.
Entre 2007 e 2010, Mauro Ricardo esteve à frente da Secretaria da Fazenda do Estado de São Paulo. Repetiu o ajuste fiscal anteriormente feito na prefeitura de São Paulo, permitindo que ao final de 2010 o estado obtivesse um recorde de investimentos, ainda não batido, na ordem de R$23,0 bilhões. Estabeleceu o programa Nota Fiscal Paulista, que devolve 30% do ICMS efetivamente recolhido pelo estabelecimento a seus consumidores, como forma de incentivo para os cidadãos exigirem o documento fiscal.   
No início de 2011, assumiu novamente o posto de Secretário de Finanças do Município de São Paulo, onde ficou até o final do mandato do Prefeito Gilberto Kassab, no final de 2012.
Em 2013 assumiu a Secretaria de Fazenda de Salvador, na gestão do Prefeito ACM Neto, permanecendo no cargo até o final de 2014, quando assumiu, a convite do Governador Beto Richa, a Secretaria Estadual da Fazenda do Paraná.
Em abril de 2018 deixou a Secretaria da Fazenda do Paraná, retornando a Receita Federal para atuar na área de Grandes Contribuintes. Teve também um rápida passagem pelo Senado Federal, assessorando o Senador José Serra.
Em dezembro de 2018, a convite do prefeito Bruno Covas, assumiu a Secretaria de Governo da prefeitura de São Paulo.
Em junho de 2020 assumiu, a convite do Governador de São Paulo, João Doria,  o cargo de Secretário Estadual de Projetos, Orçamento e Gestão, onde está até hoje

## Vida pública
Além dos cargos mencionados, Mauro Ricardo Machado Costa foi Coordenador-Geral de Programação e Logística, da Secretaria da Receita Federal, entre 1992 e 1993; Coordenador-geral de Orçamento e Finanças, do Ministério da Fazenda, entre 1985 e 1992; Presidente e membro de diversos Conselhos de Administração e Fiscal de empresas públicas federais, estaduais e municipais. 